# Арсе, Хорхе
Хорхе Армандо Арсе Армента (исп. Jorge Armando Arce Armenta; род. 27 июля 1979, Лос-Мочис, Синалоа, Мексика) — мексиканский боксёр-профессионал, выступающий в легчайшей весовой категории. Чемпион мира в 1-й наилегчайшей (версия WBO, 1998—1999; версия WBC, 2002—2004), наилегчайшей (временный титул по версии WBC, 2005—2006) весовых категориях. Временный чемпион по версии WBA, во второй найлегчайшей весовой категории 2008—2009, чемпион мира по версии WBO, во второй найлегчайшей весовой категории 2010. Чемпион мира по версии WBO, во втором легчайшем весе (2011—2012 годы), чемпион мира в легчайшем весе (2011 год).

## Любительская карьера
У Арсе было около 45 любительских боев, два поединка проиграл по очкам и одно дисквалификацией. Хорхе Арсе выиграл несколько национальных турниров, некоторые государственные турниры и был фактически на олимпийской сборной 1996 года победив Мартина Кастильо. Он боролся в полуфинале с Кастильо и спорно проиграл ему.

## Профессиональная карьера
Дебютировал в январе 1996 года. Выиграл первые 4 боя нокаутом в первом раунде, а в 5-м бою сам проиграл нокаутом в первом раунде. В 1997 году завоевал титул чемпиона Мексики в найлегчайшем весе.
В декабре 1997 года проиграл по очкам Виктору Бургосу.

### Период первого чемпионства в первом найлегчайшем весе
5 декабря 1998 года Хорхе победил аргентинца Хуана Доминго Кордобу, и стал новым чемпионом мира по версии WBO в найлегчайшей весовой категории (до 49 кг).
В апреле 1999 года защитил титул нокаутом в бою с итальянцем Сальваторе Фанни.
В июле 1999 года Хорхе Арсе встретился с Майклом Карбахалем.До Боя более молодой Мексиканец считался фаворитом. Арсе доминировал в бою до нокдауна он выиграл все 5 раундов на карточках 3 судей. В середине 6-го раунда Карбахаль прижал мексиканца к канатам и левым хуком пробил в челюсть Арсе, после чего тот упал. Он сразу же поднялся. Комментаторы назвали это падение флеш-нокдауном (легким нокдауном). Карбахаль попытался добить противника, но Арсе успел восстановиться, и сам начал атаковать. В середине 11-го раунда Карбахаль встречным правым крюком попал в челюсть Арсе, а затем ещё раз провел такой же удар. Арсе отбросило на канаты возле угла. Американец принялся его бомбить ударами. Арсе попытался клинчевать, но, не отпуская американца, упал. Рефери их разнял. Арсе зашатался и свалился спиной на канаты. Рефери прекратил бой. После этого боя Карбахаль ушёл из бокса.
После поражения в 2000 году Арсе завоевал молодёжный титул чемпиона мира по версии WBC в найлегчайшем весе.
В октябре 2001 года Арсе победил филиппинца Хуанито Рубильяра, и завоевал временный титул чемпиона мира по версии WBC.

### Период второго чемпионства в первом найлегчайшем весе
В июле 2002 года Хорхе Арсе встретился в Южной Корее с чемпионом в наилегчайшем весе по версии WBC местным боксером Чхве Ё Самом. Арсе доминировал в бою. В середине 6-го раунда Арсе провел левый хук в челюсть, затем правый, повторный правый и снова левый, затем ещё серию. Чхве на удары не отвечал, и рефери прекратил поединок. Кореец с решением не спорил.
Арсе провёл 7 успешных защит и почти все из которых выиграл досрочно.

### Найлегчайший вес
В 2005 году Арсе поднялся на категорию выше.
В марте 2005 года Арсе в зрелищном бою нокаутировал Хуссейна Хуссейна в отборочном поединке за статус обязательного претендента на чемпионский титул.
30 июля 2005 года Хорхе Арсе нокаутировал в третьем раунде колумбийца Анхеля Антонио Приоло, и завоевал временный титул чемпиона мира по версии WBC.
В октябре 2005 года Арсе повторно нокаутировал Хуссейна Хуссейна. Затем в двух поединках подряд нокаутировал аргентинца Адониса Риваса.
В апреле 2006 года Хорхе Арсе вышел на ринг против никарагуанца Росендо Альвареса. Так как Альварес вышел на бой с перевесом в два килограмма, то титул стоял на кону только для мексиканца. Арсе доминировал в бою, выбрасывая большое количество ударов, однако точность была выше у Альвареса. В середине 6-го раунда Арсе провёл левый хук в печень, и никарагунец опустился на колено. Он не успел подняться на счёт 10, и рефери остановил бой. Поединок проходил в рамках шоу, организованного телеканалом HBO, главным событием которого был бой Флойд Мейвезер — Заб Джуда.

### Второй найлегчайший вес
После боя с Альваресом Арсе поднялся во второй наилегчайший вес и предпринял попытку завоевать титул WBC в новой весовой категории. Первой ступенью к чемпионскому званию стал отборочный поединок с южноафриканцем Масибулеле Макепулой.
Тридцатитрёхлетний Макепула дебютировал в профессиональном боксе в том же 1996 году, что и Арсе, но, в отличе от Хорхе, имел на своём счету лишь титул WBO в первой наилегчайшей весовой категории, завоёванный в 2000 году. На момент встречи боксёров на ринге южноафриканец владел поясом интернационального чемпиона WBC во втором наилегчайшем весе.
Поединок состоялся 23 сентября в округе Идальго (штат Техас, США) и был главным боем вечера. В первых двух раундах Арсе действовал в невысоком темпе, недостаточно быстро сокращая дистанцию и выбрасывая преимущественно одиночные акцентированные удары. Макепула успевал встречать оппонента джебом и левым боковым, успешно перехватывал его атаки. При этом Хорхе удавалось нанести «Ястребу» ощутимый урон в тех эпизодах, когда Масибулеле застаивался у канатов либо принимал предложенный размен ударами. В третьем раунде мексиканец увеличил активность. Пользуясь преимуществом в физической силе, он постоянно прессинговал соперника, выбрасывая серии тяжёлых и точных ударов. В концовке раунда Макепула выглядел потрясённым, что и подтвердило начало четвёртой трёхминутки боя. Арсе достал оппонента точным левым боковым, а затем провёл длинную серию ударов с обеих рук, завершившуюся падением южноафриканца на настил ринга. Макепула сумел достаточно быстро встать, но рефери Вик Дракулич оценил состояние боксёра и остановил бой. Таким образом, Арсе победил техническим нокаутом в четвёртом раунде поединка.
В январе 2007 года состоялся отборочный бой за титул WBC во 2-м наилегчайшем весе между мексиканцем Хорхе Арсе и аргентинцем Хулио Давидом Роке Лером. Арсе доминировал в бою. В середине 11-го раунда Арсе пробил левый хук в челюсть противника. Лер был потрясён, но смог выстоять. По итогам 12-ти раундом судьи единогласным решением объявили победителем мексиканца.
В апреле 2007 года Арсе был перебоксирован Кристианом Михаресом.
В декабре 2007 года Хорхе Арсе нокаутировал таиландца Медгоена Сингсурата.
В мае 2008 года в Мексике состоялся отборочный бой за титул WBC во 2-м наилегчайшем весе между мексиканцем Хорхе Арсе и таиландцем Дэвидом Лукмаханаком. В равном бою судьи решением большинства отдали победу мексиканцу. Решение было спорным.
В сентябре 2008 года Арсе вышел на ринг против панамца Рафаэля Консепсьона. В первой половине боя поединок проходил в равной борьбе, а во 2-й половине Арсе доминировал, превосходя противника в количестве ударов. К 9-му раунду бой стал односторонним. В перерыве между 9-м и 10-м раундами Консепсьон снялся боя.
В ноябре 2008 года Арсе вышел на бой против соотечественника Исидро Гарсии. В начале 4-го раунда Арсе прижал противника к канатам и провёл несколько серий в голову и корпус, преимущественно с левой руки. Не выдержав атаки, Гарсия опустился на колено. Он поднялся на счёт 7. Арсе моментально подбежал и начал добивать противника. Гарсия не отвечал, но и Арсе почти все удары провёл по защите. Тем не менее рефери вмешался и прекратил бой. Гарсия не был доволен решением. Комментаторы Top Rank высказали сомнения в целесообразности остановки боя, так как в финальной атаке Арсе только один удар пришёл в цель. Поединок проходил в рамках шоу, организованного телеканалом Top Rank, главным событием которого был 2-й бой Хулио Сесар Чавес (младший) — Мэтт Ванда.
7 февраля 2009 года Арсе проиграл нокаутом известному боксёру из Армении, Вику Дарчиняну.

### Второй легчайший вес
В 2010 году Хорхе поднялся на две весовые категории в весовую до 55,3 кг.
В июле 2010 года Хорхе Арсе нокаутировал Мартина Кастильо.
7 мая 2011 года Арсе нокаутировал Вилфредо Васкеса-младшего, и завоевал титул чемпиона мира по версии WBO.
В сентябре Арсе защитил титул нокаутом в бою с южноафриканцем Симпие Нонгаи.

### Легчайший вес
Сразу же после боя с Нонгаи, Хорхе спустился на категорию ниже, которую изначально перепрыгнул (до 53,5 кг) ради чемпионского боя с индонезийцем Анги Анготта. Хорхе победил по очкам, и стал чемпионом мира в пятой для себя весовой категории, и стал первым мексиканским боксёром, который достиг данного успеха.

### Возвращение во второй легчайший вес
18 февраля 2012 года Арсе нокаутировал венесуэльца Лоренсо Парра.
15 декабря 2012 года проиграл нокаутом звёздному филиппинцу, Нонито Донэйру. После этого боя Арсе объявил о завершении спортивной карьеры.

### Полулёгкий вес
В конце 2013 года объявил о возвращении в бокс и задался целью покорить шестую весовую категорию в своей спортивной карьере.

## Титулы

### Мировые
- 1998—1999. Чемпион Мира по версии WBO. (до 49 кг)
- 2001. Временный чемпион Мира по версии WBC. (до 49 кг)
- 2002—2005. Чемпион Мира по версии WBC. (до 49 кг)
- 2005—2006. Временный чемпион Мира по версии WBC. (до 50,8 кг)
- 2008—2009. Временный чемпион Мира по версии WBA. (до 52,2 кг)
- 2010. Чемпион Мира по версии WBO. (до 52,2 кг)
- 2011. Чемпион Мира по версии WBO. (до 55,2 кг)
- 2011. Чемпион Мира по версии WBO. (до 53,5 кг)

### Региональные
- 1997. Чемпион тихоокенского региона Мексики (до 49 кг)
- 1997. Чемпион WBA Fedecentro (до 49 кг)
- 1998. Чемпион Северной Америки по версии WBO NABO (до 49 кг)
- 1999. Чемпион Северной Америки по версии WBO NABO (до 49 кг)
- 2000. Чемпион Мира среди молодёжи по версии WBC Youth (до 49 кг)
- 2007. Чемпион Латинской Америки по версии WBC Latino (до 53,5 кг)
- 2009. Интернациональный чемпион мира по версии IBF (до 52,2 кг)